# Mīnas Chatzidīs
Mīnas Chatzidīs (in greco: Μηνάς Χατζίδης; Kettwig, 4 luglio 1966) è un ex calciatore tedesco naturalizzato greco, di ruolo centrocampista.

## Palmarès

### Club

#### Competizioni nazionali
- Coppa di Grecia: 2

Olympiakos: 1989-1990, 1991-1992